# Академия наук Литвы
Акаде́мия нау́к Литвы́ (лит. Lietuvos mokslų akademija, (LMA)) — автономное, финансируемое правительством научное учреждение, объединяющее деятельность литовских учёных.

## История
Академия наук Литовской ССР была основана 16 февраля 1941 года в Вильнюсе по примеру Академии наук СССР. Первым президентом академии был литовский писатель Винцас Креве. Позже на должности руководителей были Миколас Биржишка, Владас Юргутис, Юозас Матулис, Юрас Пожела и Бенедиктас Юодка.
В 1990 году переименована в Академию наук Литвы. По уставу в состав Академии может входить 40 академиков, 60 корреспондентов, 50 экспертов и неограниченное число иностранных экспертов.
C 9 сентября 2003 года Академией наук руководил Зенонас Рокус Рудзикас. На общем собрании АН Литвы 21 апреля 2009 года новым президентом большинством голосов (87 «за», 30 «против», два бюллетеня из 119 были признаны недействительными) был избран академик Вальдемарас Разумас, биохимик по специальности.
24 октября 2017 года на общем собрании членов Академии президентом на четырёхлетний срок был избран действительный член АН физик Юрас Банис, в 2012—2015 годах исполнявший обязанности ректора Вильнюсского университета.

### Современность

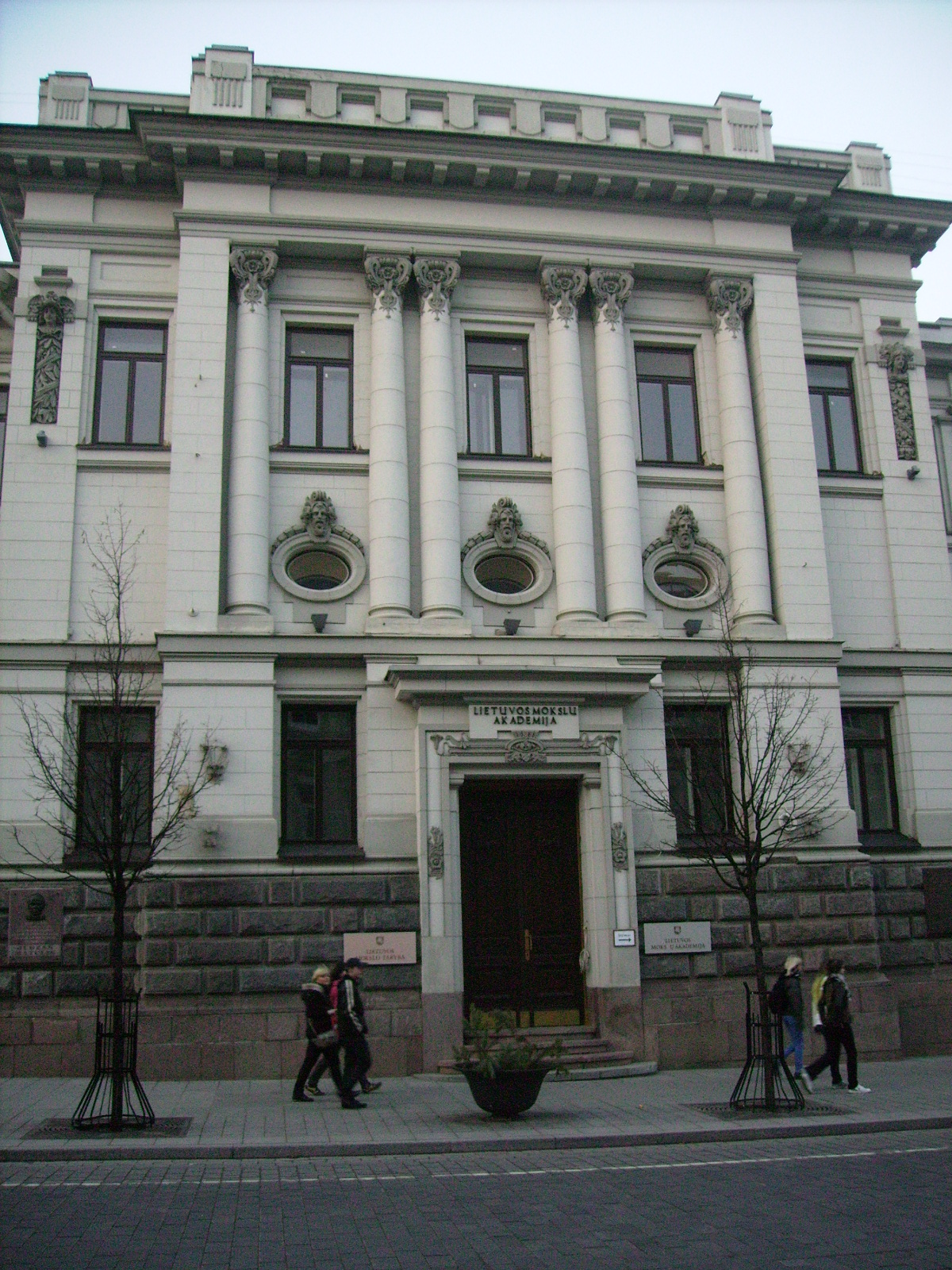
Фасад здания Академии наук

Академия наук Литвы — независимый эксперт и советчик по вопросам науки, культуры, хозяйства, техники и технологий, охраны природы и здоровья.
Является учредителем нескольких научных организаций и фондов, выпускает научные труды, журналы, информационные издательства, готовит учебники для высших школ. В академии постоянно проходят литовские и международные конференции, лекции, выставки и встречи учёных.
Академия наук ввела 15 научных премий. Она способствует научной деятельности юных учёных и студентов, ежегодно вручая по 10 премий юным учёным и по 15 — студентам высших школ.
Академию наук составляют пять отделений:
- Отделение гуманитарных и социальных наук
- Отделение химических, физических и математических наук
- Отделение биологии, медицины и геонаук
- Отделение наук сельского хозяйства и лесничества
- Отделение технических наук

На 31 июля 2025 года члены академии делятся на три категории: полные члены (академики) — 118 чел, почётные члены — 63 чел и иностранные члены — 65 чел. Среди последних — российские учёные А. А. Богданов, Р. Ф. Ганиев, С. Г. Инге-Вечтомов, Д. С. Павлов.

## Местоположение
Академия наук Литвы располагается в здании в центре города, главным фасадом выходящем на проспект Гедимина (Gedimino pr. 3), задним фасадом — на улицу Тилто. Здание было построено по проекту архитектора Михаила Прозорова для отделения Русского государственного банка в 1906—1909 годах и носит отчётливые черты архитектуры историзма. Архитектор окончил Институт гражданских инженеров и был знатоком новейших металлических и железобетонных конструкций. В этом здании он без дополнительных опор перекрыл расположенный в глубине здания зал площадью в 440 м² железобетонным сводом эллиптической формы.

## Президенты и председатели
- 1941 — Винцас Креве-Мицкявичюс
- 1941—1942 — Миколас Биржишка (председатель)
- 1942—1943 — Владас Юргутис (председатель)
- 1943—1944 — Винцас Миколайтис-Путинас (вице-председатель, и. о. председателя)
- 1946—1984 — Юозас Матулис
- 1984—1992 — Юрас Пожела
- 1992—2003 — Бенедиктас Юодка
- 2003—2009 — Зенонас Рокас Рудзикас
- 2009—2018 — Вальдемарас Разумас
- с 2018 года — Юрас Банис

## Иностранные члены АН Литвы из России
- Александр Алимов (зоология, гидробиология, 2002)
- Жорес Алфёров (физика, 2002)
- Алексей Богданов (молекулярная биология, 2002)
- Ривнер Ганиев (механика, 2011)
- Вячеслав Иванов (языкознание, 2007)
- Сергей Инге-Вечтомов (генетика, 2002)
- Дмитрий Павлов (биология, 2004)